# Premi e riconoscimenti di Carole King
Questa è una lista dei premi e dei riconoscimenti ricevuti da Carole King.

## Golden Globe Awards
- 2022 – Candidatura come Best Original Song per Here I Am (Singing My Way Home) (con Jennifer Hudson e Jamie Hartman) da Respect[1]

## Grammy Awards
- 1972 – Album of the Year per Tapestry[2]
- 1972 – Record of the Year per It's Too Late[2]
- 1972 – Song of the Year per You've Got a Friend[2]
- 1972 – Best Female Pop Vocal Performance per Tapestry[2]
- 1975 – Candidatura come Best Female Pop Vocal Performance per Jazzman[2]
- 1976 – Candidatura come Best Album for Children per Really Rosie[2]
- 1993 – Candidatura come Best Song Written Specifically for a Motion Picture or Television per Now and Forever[2]
- 1998 – Inclusa nella Grammy Hall of Fame per Tapestry
- 2002 – Inclusa nella Grammy Hall of Fame per You've Got a Friend
- 2002 – Inclusa nella Grammy Hall of Fame per It's Too Late
- 2004 – Onorata con il premio Grammy Trustees Award
- 2013 – Onorata con il premio Grammy Lifetime Achievement Award[2]
- 2013 – Candidatura come Best Traditional Pop Vocal Album per A Holiday Carole[2]
- 2014 – Onorata con il premio MusiCares Person of the Year[2]
- 2022 – Candidatura come Best Song Written for Visual Media per Here I Am (Singing My Way Home) (con Jennifer Hudson e Jamie Hartman)[2]

## National Music Publisher's Association Awards
Il premio è assegnato agli autori delle canzoni. Di conseguenza, è inclusa la canzone Devil in a New Dress di Kanye West ft. Rick Ross, perché Carole King riceve il premio in quanto autrice del brano.
- 30 settembre 2020 – Gold per Devil In A New Dress
- 30 settembre 2021 – Platinum per Devil In A New Dress
- 30 giugno 2023 – Multi-Platinum (2) per Devil In A New Dress
- 31 marzo 2024 – Gold per So Far Away
- 31 marzo 2024 – Gold per You've Got a Friend
- 31 marzo 2024 – Gold per I Feel the Earth Move
- 31 marzo 2024 – Platinum per It's Too Late

## Primetime Emmy Awards
- 2000 – Candidatura come Outstanding Music and Lyrics per Song of Freedom[5]

## Satellite Awards
- 1998 (1999) – Candidatura come Best Original Song per Anyone At All[6]